# Ewa Rydell
Ewa Margareta Rydell, senare Orrensjö, född 26 februari 1942 i Göteborg, är en svensk artistisk gymnast.
Hon är dotter till fotbollsspelaren och olympiske medaljören Sven Rydell. Ewa Rydell tävlade i gymnastik för GF Juno i Göteborg och deltog i två Olympiska spel. Vid OS 1960 i Rom blev hon bäst av de sex svenskorna som deltog. I mångkampen kom hon på 29:e plats av 124 startande och i hopp slutade hon på 15:e plats. I lagtävlingen slutade Sveriges lag på 11:e plats. Laget bestod av Ewa Rydell, Lena Adler, Gerola Lindahl, Solveig Egman, Monica Elfvin och Ulla Lindström.
Vid OS 1964 i Tokyo blev Rydell 42:a av 86 startande och i lagtävlingen slutade laget på 8:e plats.
Vid Europamästerskapen 1963 vann Ewa Rydell guld i bom och brons sammanlagt.